# Luiz Inácio Lula da Silva
Luiz Inácio Lula da Silva (n. 27 octombrie 1945, Caetés, Pernambuco, Brazilia), cunoscut ca Lula, este un politician brazilian; fost președinte al Braziliei între 1 ianuarie 2003 și 1 ianuarie 2011, fiind succedat în funcție de Dilma Rousseff. La data de 31 octombrie 2022, Lula l-a învins în alegerile prezidențiale pe Jair Bolsonaro, președinte între 2018 și 2022 și a preluat funcția de președinte la data de 1 ianuarie 2023.